# OpenSky M-02
Die OpenSky M-02 ist ein vom Anime-Film Nausicaä aus dem Tal der Winde inspiriertes Segelflugzeug konstruiert vom japanischen Designer und Piloten Kazuhiko Hachiya.

## Versionen
- OpenSky wurde 2003 am Contemporary Art Museum Kumamoto gezeigt.
- OpenSky 2.0 wurde 2006 an der NTT ICC in Tokio gezeigt.
  - M-02 Segelflugzeug
  - M-02J Einstrahliges Segelflugzeug
- OpenSky 3.0 Weiterentwicklung der M-02J